# Repubblica del Vallese
La Repubblica del Vallese fu una Repubblica sorella della Francia, creata nel 1802 da Napoleone Bonaparte con la separazione del canton Vallese dalla Repubblica elvetica al fine di poter più facilmente controllare i valichi alpini. Fu soppressa il 13 dicembre 1810, quando l'area venne annessa al Primo Impero francese andando a formare il dipartimento del Sempione.

## Storia

### Origini
Una «repubblica rodanica» (république rhodanique) o «Rodania» (Rhodanie) era stata immaginata dal generale Guillaume Brune nel marzo 1798 come parte della divisione della Svizzera in tre repubbliche (le altre due erano Tellgovia ed Elvezia), ma questo progetto fu ipotizzato solo per poche settimane. La repubblica di Rodania avrebbe compreso i cantoni Vaud, Vallese, Ticino e Friburgo, con capitale Losanna, e sarebbe stata divisa in 17 distretti amministrativi, ognuno con un sottoprefetto. Tuttavia, questo progetto venne rapidamente abbandonato. Nel 1798, quando le truppe di Napoleone invasero la Svizzera, la gente del Vallese dichiarò la nascita della Repubblica rivoluzionaria del Vallese (16 marzo) che poco dopo venne incorporata (1º maggio) nella Repubblica elvetica.

### Il passo del Sempione
La grande vittoria di Napoleone nella battaglia di Marengo era avvenuta attraversando il passo del San Bernardo. Il generale corso si era però convinto che il cruciale dominio sull’Italia necessitava del controllo anche del più agevole passo del Sempione e della costruzione di una strada tra Parigi e Milano. Entrambi i passi si trovano nel Vallese, che per secoli era stato un territorio svizzero autonomo, la Repubblica delle Sette Degagne. Napoleone creò dunque l’ennesima repubblica sorella formalmente libera ma particolarmente piccola e debole e quindi facilmente soggetta alla Francia, sebbene nel trattato istitutivo i transalpini ne garantissero l’indipendenza insieme agli elvetici e agli italiani.

### Ordinamento istituzionale
La repubblica era divisa in comuni raggruppati in dodici degagne, essendo già stati aboliti ai tempi dell’Elvetica i territori soggetti. I consigli comunali avevano dodici membri e sceglievano i sindaci per l’amministrazione e i loro rappresentanti nel consiglio distrettuale.
Il potere legislativo era affidato alla Dieta scelta dalle degagne, con almeno due deputati per distretto e un seggio fisso per il vescovo di Sion, mentre quello esecutivo era demandato al Consiglio di Stato di tre membri fra cui il Gran Balivo, capo dello Stato; dei tre, almeno uno doveva essere di lingua francese e uno di lingua tedesca.
Il potere giudiziario era affidato a cancellieri paralleli all’organizzazione locale, con un tribunale d’appello centrale. Francia, Svizzera e Italia proteggevano il Vallese, ma significativamente la costruzione della strada del Sempione era inserita addirittura nell’atto costituzionale.